# 张巍 (企业家)
张巍（1976年—），中华人民共和国企业家。

## 生平
1998年，毕业于中南财经政法大学（前称中南财经大学）毕业，获会计学士学位。2005年，在大连理工大学管理学院取得硕士学位。担任瑞华会计师事务所合伙人。2015年，获得中央财经大学会计学院博士学位。2015年，加入乐视，负责财务管理事务。2017年5月，担任乐视网上市公司财务总监。